# 林宜瑾
林 宜瑾（りん ぎきん、リン イージン、1969年〈民国58年〉8月25日 - ）は、中華民国（台湾）の政治家、元学生運動家。民主進歩党所属の立法委員。

## 経歴
2011年、翌年の第8回立法委員選挙で台南市第五選挙区から出馬する意向を表明し党内予備選挙に登録していたが、党内融和のため辞退した。
2015年、翌年の立法委員選挙の台南市第二選挙区の党内予備選挙で黄偉哲に敗れた。
2020年の第10回立法委員選挙では台南市第四選挙区から出馬し、10万票以上の得票数、60％近くの得票率で初当選した。
2024年の第11回立法委員選挙では、再び10万票以上の得票数で再選された。

## 選挙記録
| 年度 | 選挙                 | 選挙区           | 所属政党   | 得票数  | 得票率 | 当選 | 注釈 |
| ---- | -------------------- | ---------------- | ---------- | ------- | ------ | ---- | ---- |
| 1998 | 第14回台南県議員選挙 | 第十選挙区       | 民主進歩党 | 4,652   | 6.37%  |      |      |
| 2002 | 第15回台南県議員選挙 | 第十選挙区       | 民主進歩党 | 3,848   | 4.90%  |      |      |
| 2005 | 第16回台南県議員選挙 | 第十選挙区       | 民主進歩党 | 9,512   | 9.33%  |      |      |
| 2010 | 第1回台南市議員選挙  | 第九選挙区       | 民主進歩党 | 12,697  | 9.85%  |      |      |
| 2014 | 第2回台南市議員選挙  | 第九選挙区       | 民主進歩党 | 16,659  | 13.07% |      |      |
| 2018 | 第3回台南市議員選挙  | 第七選挙区       | 民主進歩党 | 10,249  | 9.34%  |      |      |
| 2020 | 第10回立法委員選挙   | 台南市第四選挙区 | 民主進歩党 | 113,046 | 59.11% |      |      |
| 2024 | 第11回立法委員選挙   | 台南市第四選挙区 | 民主進歩党 | 104,688 | 57.48% |      |      |